# جایزه پیشگام ویدئو مایکل جکسون
جایزهٔ پیشگام ویدئوی مایکل جکسون (به انگلیسی: Michael Jackson Video Vanguard Award) (که پیش‌تر با نام جایزهٔ پیشگام ویدئوی ام‌تی‌وی شناخته می‌شد (گاهی نیز با نام جایزهٔ یک عمر دستاورد اهدا می‌شد)، یک جایزه است که توسط شبکهٔ ام‌تی‌وی به هنرمندانی اهدا می‌شود که تأثیر و میراث قابل توجهی در تاریخ شبکهٔ ام‌تی‌وی -که در سال ۱۹۸۱ میلادی تأسیس شد- داشته باشند.
این جایزه به هنرمندانی که تعداد زیادی از نماهنگ‌هایشان در شبکهٔ ام‌تی‌وی محبوب بود نیز اهدا می‌شود.
این جایزه هم‌اکنون به یکی از جایزه‌هایی تبدیل شده که به سختی به هنرمندان داده می‌شود به صورتی که در دههٔ ۲۰۰۰ میلادی فقط ۴ هنرمند موفق به دریافت آن شدند.
اولین باری که این جایزه به هنرمندی اهدا شد، سال ۱۹۸۴ میلادی بود که دیوید بویی، بیتلز و لیچارد لیستر آن را با نام «جایزهٔ  پیشگام ویدئو» دریافت کردند. از سال ۱۹۹۱ میلادی به بعد، نام مایکل جکسون (که تأثیر بسیاری در به محبوبیت رسیدن ام‌تی‌وی داشت) برای قدردانی از وی به این جایزه اضافه شد. اما در سال ۲۰۰۳ و با مطرح شدن اتهامات سوءاستفادهٔ جنسی علیه جکسون، نام وی از این جایزه برداشته شد و در سال ۲۰۱۱، دو سال پس از مرگ او نامش دوباره به این جایزه بازگشت و بریتنی اسپیرز آن را دریافت کرد.
در سال‌های بعد به ترتیب جاستین تیمبرلیک (۲۰۱۳)، بیانسه‌ (۲۰۱۴)، کانیه وست (۲۰۱۵)، ریانا (۲۰۱۶)، پینک (۲۰۱۷)، جنیفر لوپز (۲۰۱۸) ، میسی الیوت (۲۰۱۹) 
، نیکی میناژ (۲۰۲۲) و شکیرا (۲۰۲۳) برندهٔ این جایزه شدند.

## دریافت کننده
| * | برندگان ویدئو سال را نشان می‌دهد |

| سال  | تصویر | دریافت کننده      | ملیت         | یادداشت | منا.                 |
| ---- | ----- | ----------------- | ------------ | --- | -------------------- |
| 1984 |       | بیتلز             | بریتانیا     | Presented by پلیس (گروه موسیقی) members Andy Summers and استوارت کاپلند. The Beatles and Richard Lester, director of شب‌زنده‌داری با بزن و بکوب (1964) and کمک! (فیلم) (1965), were honored for "essentially inventing the music video." | [ ۱ ] [ ۲ ]          |
| 1984 |       | ریچارد لستر       | ایالات متحده | Presented by پلیس (گروه موسیقی) members Andy Summers and استوارت کاپلند. The Beatles and Richard Lester, director of شب‌زنده‌داری با بزن و بکوب (1964) and کمک! (فیلم) (1965), were honored for "essentially inventing the music video." | [ ۱ ] [ ۲ ]          |
| 1984 |       | دیوید بویی        | بریتانیا     | ارائه‌شده توسط هربی هنکاک | [ ۲ ]                |
| 1985 |       | دیوید برن         | بریتانیا     | ارائه‌شده توسط Chrissie Hynde. Byrne was honored for his work with تاکینگ هدز. | [ ۳ ]                |
| 1985 |       | راسل مالکهی       | استرالیا     | Presented by John Taylor and Andy Taylor. Mulcahy was the director of the Buggles' "Video Killed the Radio Star", the first video played on MTV.                                                                                       | [ ۴ ]                |
| 1985 |       | Godley & Creme    | بریتانیا     | ارائه‌شده توسط Herbie Hancock | [ ۵ ]                |
| 1986 |       | مدونا *           | ایالات متحده | Presented by Robert Palmer. Madonna became the first woman to receive the honor. She later won the Video of the Year for "پرتو نور (ترانه)" in 1998.                                                                                   | [ ۶ ] [ ۷ ] [ ۸ ]    |
| 1986 |       | زبیگنیف ریپچینسکی | لهستان       | ارائه‌شده توسط پت شاپ بویز | [ ۹ ]                |
| 1987 |       | پیتر گابریل *     | بریتانیا     | Presented by لوری اندرسون. Gabriel also won the Video of the Year for "Sledgehammer" on the same night. | [ ۸ ] [ ۱۰ ]         |
| 1987 |       | جولین تمپل        | بریتانیا     | ارائه‌شده توسط دیوید بویی | [ ۱۰ ]               |
| 1988 |       | مایکل جکسون       | ایالات متحده | Presented by پیتر گابریل. Jackson was the first سیاه‌پوست to receive the honor. | [ ۱۱ ] [ ۱۲ ] [ ۱۳ ] |
| 1989 |       | جرج مایکل         | بریتانیا     | ارائه‌شده توسط مدونا | [ ۱۴ ]               |
| 1990 |       | جنت جکسون         | ایالات متحده | Presented by مجیک جانسون. Jackson remains the youngest person to receive the honor at 24 years old. | [ ۱۲ ] [ ۱۵ ]        |
| 1991 |       | بون جووی          | ایالات متحده | Presented by آرسنیو هال. The honor was renamed to the Michael Jackson Video Vanguard Award. | [ ۱۶ ] [ ۱۷ ]        |
| 1991 |       | وین ایشام         | ایالات متحده | Presented by آرسنیو هال. The honor was renamed to the Michael Jackson Video Vanguard Award. | [ ۱۶ ] [ ۱۷ ]        |
| 1992 |       | گانز ان روزز      | ایالات متحده | Presented by کوئین members برایان می and راجر تیلور | [ ۱۸ ]               |
| 1994 |       | رولینگ استونز     | بریتانیا     | Presented by Jann Wenner. Given as the Lifetime Achievement Award. | [ ۱۹ ]               |
| 1994 |       | تام پتی           | ایالات متحده | ارائه‌شده توسط بیلی کورگن | [ ۲۰ ]               |
| 1995 |       | آر.ئی.ام. *       | ایالات متحده | Presented by درو بریمور. R.E.M. previously won the Video of the Year for "از دست دادن دینم" in 1991. | [ ۸ ]                |
| 1997 |       | ال ال کول جی      | ایالات متحده | ارائه‌شده توسط ماریا کری. LL Cool J became the first rapper to receive the honor. | [ ۲۱ ] [ ۲۲ ]        |
| 1997 |       | Mark Romanek      | ایالات متحده | ارائه‌شده توسط جنت جکسون | [ ۲۱ ]               |
| 1998 |       | بیستی بویز        | ایالات متحده | ارائه‌شده توسط چاک دی | [ ۲۳ ]               |
| 2000 |       | رد هات چیلی پپرز  | ایالات متحده | ارائه‌شده توسط کریس راک and Lance Crouther | [ ۲۴ ]               |
| 2001 |       | یوتو              | ایرلند       | ارائه‌شده توسط کارسون دالی | [ ۲۵ ]               |
| 2003 |       | Duran Duran       | بریتانیا     | ارائه‌شده توسط کلی آزبورن و آوریل لوین. Given as the Lifetime Achievement Award. | [ ۲۶ ]               |
| 2006 | —     | Hype Williams     | ایالات متحده | ارائه‌شده توسط کانیه وست. Given as the Video Vanguard Award. | [ ۲۷ ]               |
| ۲۰۱۱ |       | بریتنی اسپیرز *   | ایالات متحده | ارائه‌شده توسط لیدی گاگا. The award was renamed again to the Michael Jackson Video Vanguard Award. Spears previously won the Video of the Year for "تکه‌ای از من (ترانه)" in 2008.                                                       | [ ۸ ] [ ۲۸ ]         |
| ۲۰۱۳ |       | جاستین تیمبرلیک * | ایالات متحده | ارائه‌شده توسط جیمی فلن. Timberlake also won the Video of the Year for "آینه‌ها (ترانه جاستین تیمبرلیک)" on the same night. | [ ۲۹ ]               |
| ۲۰۱۴ |       | بیانسه *          | ایالات متحده | Presented by her husband جی-زی and daughter Blue Ivy Carter. Beyoncé won the Video of the Year twice, for "خانم‌های مجرد (یک حلقه رویش بگذار)" in 2009 and "تشکیلات (ترانه)" in 2016.                                                   | [ ۸ ] [ ۳۰ ]         |
| ۲۰۱۵ |       | کانیه وست         | ایالات متحده | ارائه شده توسط تیلور سوئیفت | [ ۳۱ ]               |
| ۲۰۱۶ |       | ریانا *           | باربادوس     | Presented by دریک (خواننده رپ). Rihanna previously won the Video of the Year twice, for "چتر (ترانه)" in 2007 and "عشق را یافتیم" in 2012.                                                                                             | [ ۸ ] [ ۳۲ ]         |
| 2017 |       | پینک *            | ایالات متحده | ارائه شده توسط الن دی‌جنرس. Pink previously won the Video of the Year for "بانو مارمالاد" in 2001. | [ ۸ ] [ ۳۳ ]         |
| 2018 |       | جنیفر لوپز        | ایالات متحده | ارائه‌شده توسط شان مندز. Lopez became the first آمریکایی‌های هیسپانیک و لاتین to receive the honor. | [ ۳۴ ]               |
| 2019 |       | میسی الیوت *      | ایالات متحده | ارائه شده توسط کاردی بی. Elliott previously won the Video of the Year for "Work It" in 2003. | [ ۸ ] [ ۳۵ ]         |